# Paul Vance (parolier)
Pour les articles homonymes, voir Vance.
Paul Vance, nom de plume de Joseph Philip Florio, né le 4 novembre 1929 à Brooklyn (New York) et mort le 30 mai 2022 à West Palm Beach (Floride), est un auteur-compositeur et réalisateur artistique américain.
Il est surtout connu pour être le coauteur avec Lee Pockriss de la chanson Itsy Bitsy Teenie Weenie Yellow Polkadot Bikini, reprise en français par Dalida sous le titre Itsi bitsi, petit bikini.